# Ильиновка (Дедовский сельсовет)
Ильиновка (баш. Ильиновка) — деревня в Федоровском районе Республики Башкортостан Российской Федерации. Входит в состав Дедовского сельсовета. 

## География

### Географическое положение
Расстояние до:
- районного центра (Фёдоровка): 10 км,
- центра сельсовета (Дедово): 3 км,
- ближайшей ж/д станции (Мелеуз): 79 км.

## Население
| 2002 | 2009 | 2010 |
| ---- | ---- | ---- |
| 20   | →20  | ↘15  |